# Ernst Kühl (Politiker)
Ernst Kühl (* 3. Oktober 1906 in Ellerhoop, Kreis Pinneberg; † 26. Juni 1993) war ein deutscher Politiker (CDU). Er war von 1962 bis 1967 Mitglied des Landtags von Schleswig-Holstein.

## Leben
Kühl besuchte die Volksschule in Ellerhoop, später das Realgymnasium in Elmshorn. Er studierte zwei Semester an der Landwirtschaftsschule Elmshorn, bevor er im Jahr 1922 eine praktische Ausbildung in der Landwirtschaft anfing. 1933 wurde er selbstständiger Bauer. Kühl war seit 1951 Erster Vorsitzender des Kreisbauernverbandes Pinneberg, 1961 wurde er Erster Vorsitzender der Landwirtschaftlichen Berufsgenossenschaft Kiel.
Im Jahr 1946 trat Kühl in die CDU ein. Er war Gemeindevertreter in Ellerhoop, 1951 wurde er in den Pinneberger Kreistag gewählt und auch Mitglied des Kreisausschusses. Bei der Landtagswahl im Jahr 1962 wurde Kühl im Wahlkreis 20 (Pinneberg-Ost) als Direktkandidat der CDU in den schleswig-holsteinischen Landtag gewählt, er war Abgeordneter vom 29. Oktober 1962 bis zum 28. April 1967.
Er war zudem zeitweise Mitglied der Landessynode der Evangelisch-Lutherischen Landeskirche Schleswig-Holstein sowie der Synode der Evangelischen Kirche in Deutschland.
Ernst Kühl erhielt 1959 das Bundesverdienstkreuz am Bande.